# Baeoura sternata
Baeoura sternata är en tvåvingeart som beskrevs av Alexander 1964. Baeoura sternata ingår i släktet Baeoura och familjen småharkrankar. Inga underarter finns listade i Catalogue of Life.